# 昆图尔瓦西

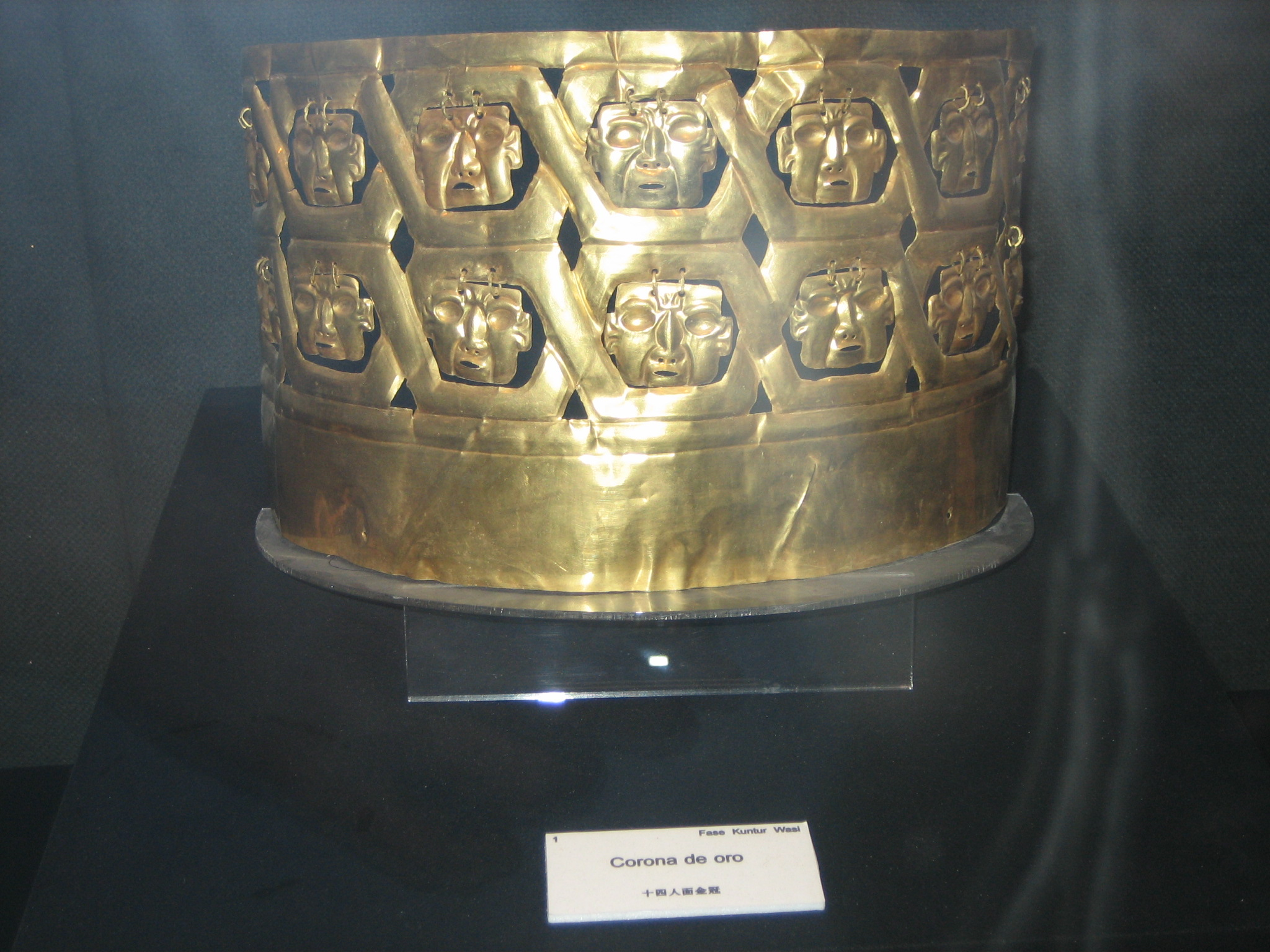

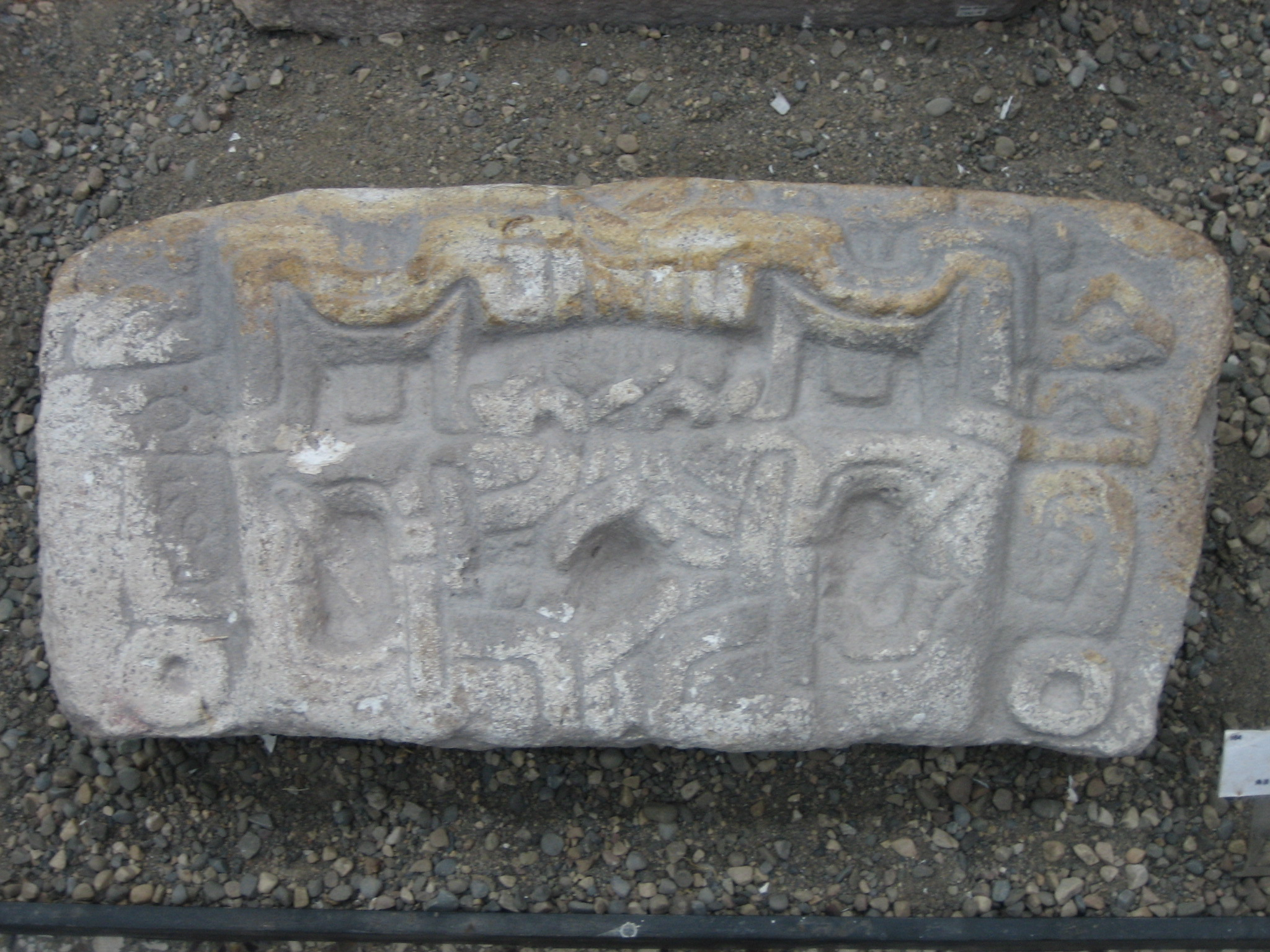

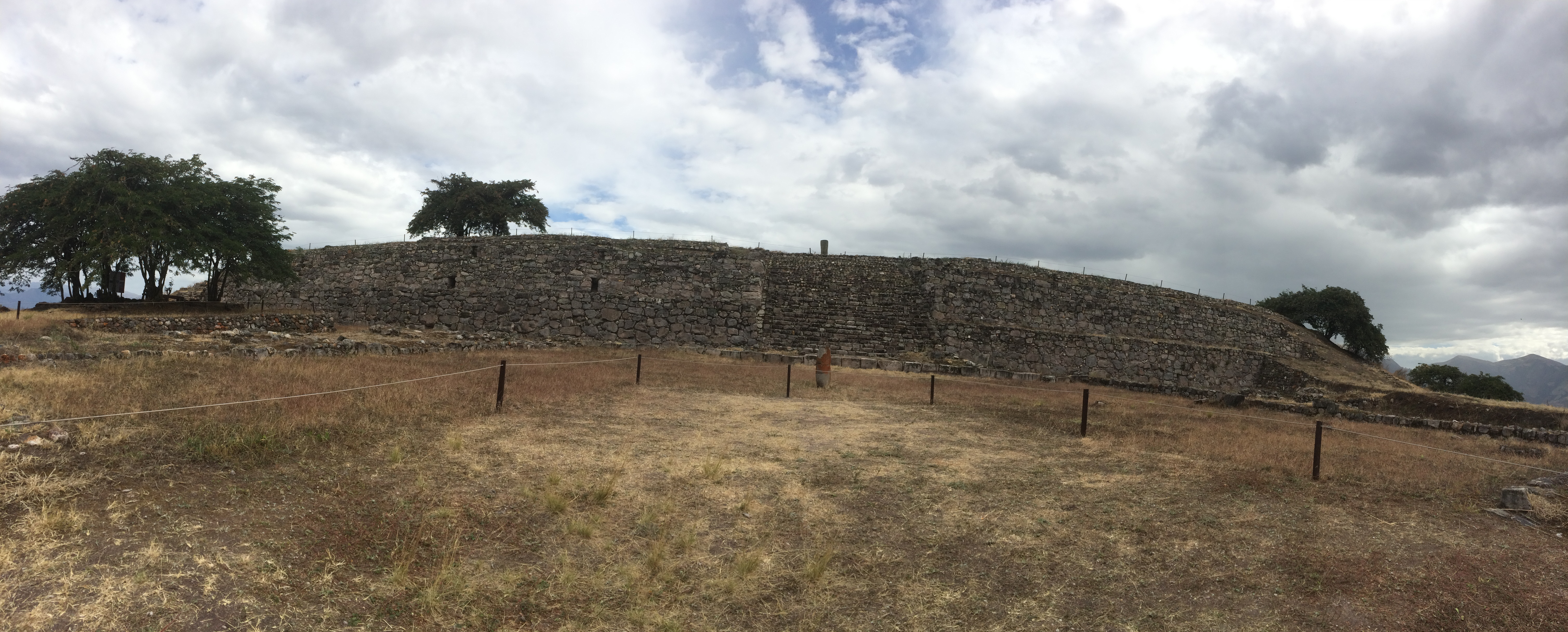

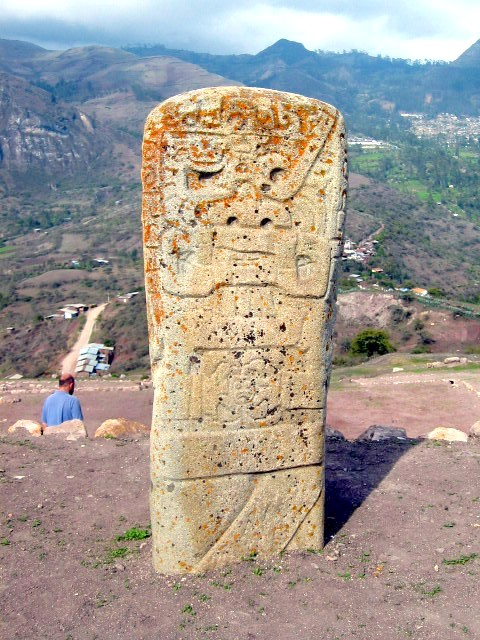

昆图尔瓦西是一个考古遗址， 始于前查文文化初期，位于秘鲁卡哈马卡大区圣巴勃罗省，同名的市中心。克丘亚语中昆图尔瓦西的意思是“秃鹰之家”。根据这个考古遗址的主要学者，日本考古学家Yoshio Onuki的说法，昆图尔瓦西是一个前查文文化的遗迹。但后来它先后受到查文文化和库皮斯尼凯文化的影响，特别是金饰和陶瓷。
1945年，胡里奥·C·特洛最先发现了此遗迹。1989年，来自东京大学的科学家发掘出了四座坟墓，当中有胸甲、金冠、石珠、耳环、菜肴和人物图像等有价值的物品。而自东京大学开展考古任务以来，该地区共发现了8座陵墓。

## 历经阶段
昆图尔瓦西经历了以下时期：
- 偶像時期：祭祀中心的地板上涂有白色石灰。在这个時代，与 Huacaloma 文化遗址和 Pacopampa 文化遗址有一定的关系。
- 昆图尔時期：新祭祀中心U型的建筑。精细陶瓷和金饰都进化了。
- 科帕時期：重建祭祀中心的建筑和翻新排水系统。
- 索特拉时期：此时期与卡哈马卡山谷的莱松时期息息相关。此时期是昆图尔瓦西的没落期。

## 建筑描述
昆图尔瓦西建在 “拉科帕”山顶上。由阶梯式平台所组成，包括许多四角形房间、广场、凹陷的四角形广场，四个楼梯最后的台阶和丧葬中心都用巨石装饰。

## 发现物品
在挖掘过程中，在第一个主要平台上发现了四个墓葬，墓中有马镫壶、碗盘、与库皮斯尼凯文化有关的的陶瓷瓶和与琼戈亚佩文化有关的金饰。在其中一个墓葬，考古学家挖出了一个属于祭司阶层的显要人物。这个显要人物他蹲在朱砂地板上，戴着一个七个悬挂面的金箔皇冠，叫做 “十四面的皇冠”。在另一个墓葬，他们发现了一位年轻男人的遗体，他佩戴着金盘的耳环和石珠。第三个墓葬有一个金皇冠、两个用美洲虎浮雕图案装饰的长方胸甲、一个 H 形胸甲和一个神话生物的胸甲。最后的墓葬有一位老妇人的遗体，包括7000颗石头和贝壳珠，21张鸟形金银泊板。